# 윤혁진
윤혁진(1983년 12월 30일 ~ )은 대한민국의 배우이다.

## 학력
- 성균관대학교 연기예술학과 학사

## 출연 작품

### 영화
- 《사랑을 말하다》 (2012년) - 혜성 역

### 연극
- 《라면》 - 한만수 역
- 《겨울 선인장》 - 하나짱 역
- 《시크릿 다이어리》 - 송규현 / 아인 역
- 《개인의 취향》 - 전진호 역
- 《멋진 일요일》 - 성훈 역
- 《작업의 정석》 - 서민준 역
- 《에브리원 세즈 아이러브유》 - 대협 역
- 《수상한 흥신소》 - 김동연 역
- 《훈남들의 수다》 - 경준 역
- 《내 이름은 김삼순》
- 《강풀의 순정만화》
- 《그남자 그여자》 - 영훈 역
- 《오월엔 결혼할꺼야》
- 《부모미생전》
- 《순교자》

### 뮤지컬
- 《사랑을 이루어 드립니다》 - 성민 역
- 《피크를 던져라》 - 지우 역
- 《룸메이트》 - 동재 역